# Patrick Deneut
Patrick Deneut (Wervik, 30 januari 1960) is een Belgisch voormalig wielrenner.

## Overwinningen
1983
- Koersel

1984
- Adinkerke

1985
- Aartrijke

1989
- Circuit des Frontières

1992
- GP Rik Van Steenbergen

1994
- Bredene

## Resultaten in voornaamste wedstrijden
| Jaar | Ronde van Italië | Ronde van Frankrijk | Ronde van Spanje |
| ---- | ---------------- | ------------------- | ---------------- |
| 1983 |                  |                     |                  |
| 1984 |                  |                     |                  |
| 1986 |                  |                     |                  |
| 1987 |                  |                     | buiten tijd      |
| 1988 |                  |                     |                  |
| 1989 |                  |                     |                  |
| 1990 |                  |                     |                  |
| 1991 |                  |                     |                  |
| 1992 |                  |                     |                  |

| Jaar | Milaan-San Remo | Gent-Wevelgem | Ronde van Vlaanderen | Parijs-Roubaix | Luik-Bast.‑Luik | Kuurne-Brussel-Kuurne |
| ---- | --------------- | ------------- | -------------------- | -------------- | --------------- | --------------------- |
| 1983 |                 |               |                      |                | 66e             |                       |
| 1984 |                 | 24e           |                      |                |                 |                       |
| 1986 |                 | 34e           |                      |                |                 |                       |
| 1987 |                 | 26e           |                      |                |                 |                       |
| 1988 |                 |               | 51e                  |                |                 |                       |
| 1989 |                 | 18e           | 52e                  |                |                 |                       |
| 1990 |                 | 43e           | 111e                 | 65e            |                 | 8e                    |
| 1991 | 137e            | 67e           |                      |                |                 |                       |
| 1992 |                 | 57e           | 55e                  | 56e            |                 |                       |